# Парадиз, Георг
Георг Парадиз (нем. Georg Paradies, 1847, Франкфурт-на-Майне — 1 декабря 1901, Москва) — русский актёр и театральный антрепренёр немецкого происхождения. Известен как руководитель театра Парадиз (также известного как «Немецкий театр»).

## Биография
Сын богатого купца из Франкфурта-на-Майне, с детства заинтересовался театром. Закончил Данцигское коммерческое училище и работал экспедитором в одной из местных купеческих контор, однако, вопреки воле родителей, начал выступать на сцене в 1862 году и быстро достиг успеха, который привёл к приглашению в конце 1870-х годов  Петербургский немецкий Императорский театр, чтобы занять место Лобе, Цимерманна и Анно. После двух сезонов в Петербурге переехал в Москву, где до этого побывал на гастролях с другими членами Императорской Петербургской труппы во время франко-русской выставки и тогда дал целый ряд спектаклей в летнем помещении Немецкого клуба в Петровском парке. Успех гастролей привёл к решению остаться в Москве на зиму в театре Солодовниковского пассажа.
Парадиз сумел собрать превосходную труппу и, несмотря на большие расходы, был коммерчески очень успешен; уже первый сезон принёс 70 тысяч рублей прибыли. После пожара на следующий год в театре Солодовникова, Георг Парадиз успешно перевёл деятельность в театр Мошнина (на месте нынешнего сада «Эрмитаж»).
Однако, после постройки нового здания театра Парадиз появились финансовые проблемы вследствие неудачно составленной труппы. Для покрытия убытков Парадиз попытался развить в театре русскую оперетту, что оказалось ещё менее удачным ходом. В 1892 году он был объявлен банкротом.
Парадизу неоднократно удавалось достигать успехов при приглашении на свой страх и риск выдающихся артистов. Он познакомил москвичей с Эрнесто Росси, Барнаем, Поссартом, старшим и младшим Кокленами.
Парадиз заболел раком языка и гортани и умер в Москве после тяжёлой и продолжительной болезни.

## Семья
Жена — Виктория Парадиз, скончалась в Москве в мае 1887 года.

## Отзывы
В. М. Дорошевич («Новости дня», № 2154, 1889 год):

Москва не может не любить Георга Парадиза. Здесь этот предприимчивый Herr директор скромно начал свою антрепренёрскую карьеру, в покойной солодовниковской театральной щели. Благодаря Москве он достиг «степеней известных» и стал обладателем целого театрального замка на Никитской. Благодаря Москве же он из антрепренёра таких артистов как Барнай и Поссарт стал импресарио воздухоплавания.